# 吉成信貞
吉成 信貞（よしなり のぶさだ）は、江戸時代後期の水戸藩士。

## 家系
本姓は坂上氏。白河氏の家臣に陸奥国三春城主田村氏庶流の吉成氏あり（ただし、本家の田村氏には平氏説がある）。佐竹氏の家臣を経て、水戸藩に仕官する。
- 吉成氏系譜
- 田村義顕-田村行顕-田村補守-吉成政房-吉成清信

## 生涯
寛政9年（1797年）、水戸藩士・吉成信友の子として誕生。
大竹雲夢に学問を学び、のちに藤田幽谷の門下となった。剣・槍・銃・射の武術にも優れた。文政4年（1821年）に家督を相続した。小普請組を経て、馬廻組、進者番に進む。徳川斉昭の水戸藩主襲封問題においては、斉昭派となった。天保10年（1839年）、郡奉行となり、大子陣屋に住む。藩の天保の改革の際には斉昭の側近として活躍し、主に民政の面で尽力。特に天保検地の実施、秋成新田（現・茨城県水戸市）の開拓、那珂湊（現・茨城県ひたちなか市）の大火対策などに治績を収めた。弘化元年（1844年）に斉昭が致仕となると、その宥免に奔走し、逼塞・謹慎・蟄居の難に遭った。
嘉永3年（1850年）、死去。
明治40年（1907年）、正五位を追贈された。

## 系譜
- 父：吉成市大夫信友
- 母：板橋善衛門元信娘
- 前室：青山延于娘
- 後室：軽部六郎左衛門政行娘
  - 長男：吉成勇太郎信順（1823-1885）
  - 男子：吉成恒次郎一徳（1824-1877）

## 著作
- 『吉成信貞時務策』
- 『慎亭封事』
- 『歎願始末』
- 『禁錮中雑録』
- 『南園遺稿』

## 伝記
- 仲田昭一『吉成又右衛門信貞 : 烈公を支えた郡奉行』〈水戸の人物シリーズ 第4集〉、水戸史学会、1988年。